# Queixeiro
Queixeiro (llamada oficialmente San Pedro de Queixeiro) es una parroquia y una aldea española del municipio de Antas de Ulla, en la provincia de Lugo, Galicia.

## Organización territorial
La parroquia está formada por dos entidades de población:

### Entidad de población
Entidad de población que forma parte de la parroquia:
- Lebesende

### Despoblado
Despoblado que forma parte de la parroquia:
- Casteda

## Demografía
| Gráfica de evolución demográfica de Queixeiro entre 2000 y 2022 |
|                                                                 |
| Datos según el nomenclátor publicado por el INE.                |